# Hugo von Leonhardi

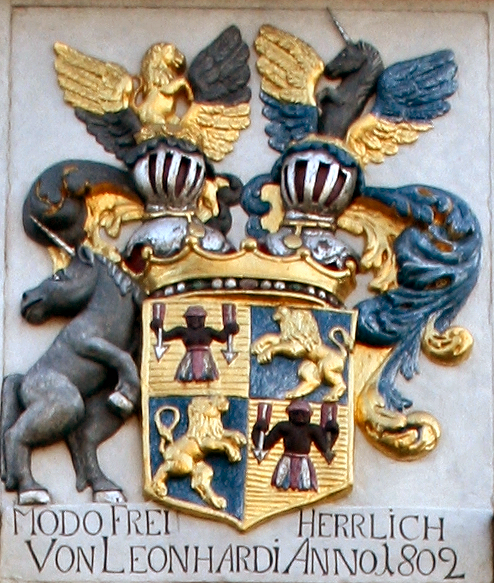
Wappen derer von Leonhardi

Rudolf Hugo Freiherr von Leonhardi (* 8. Juli 1864 in Frankfurt am Main; † 1. Januar 1922 ebenda) war Oberhofmeister am Hofe des Großherzogs Ludwig von Hessen-Darmstadt und Fideikommissherr in Groß-Karben in der Wetterau.

## Leben

### Herkunft und Familie
Hugo von Leonhardi entstammte dem hessischen Adelsgeschlecht Leonhardii und war ein Sohn des Diplomaten Ludwig von Leonhardi (1825–1884) und dessen Ehefrau  Luise von Bennigsen (1826–1893).
Hugos Urgroßvater Johann Peter von Leonhardi (1747–1830) war Frankfurter Kaufmann, Gutsbesitzer und Politiker und wurde für seine Verdienste in Wirtschaft und Politik 1791 von Carl Theodor von der Pfalz zum Freiherrn sowie 1794 von Kaiser Franz II. zum Reichsfreiherrn ernannt. Er gilt als der Stammvater der hessischen Familie, die ihren Ursprung im Waldeckschen Land hatte und dort Anfang des 17. Jahrhunderts mit der Burg Mengeringhausen belehnt wurde.
Sein älterer Bruder Moritz (1856–1910) war Anthropologe.
Am 4. April 1891 heiratete er in Worms Martha Freiin von Heyl zu Herrnsheim (1870–1954, Tochter des Wormser Unternehmers Cornelius Wilhelm von Heyl zu Herrnsheim und der Sophie Stein). Aus der Ehe ging die Tochter Margarethe (1894–1925, ∞ Bodo von der Marwitz) hervor.

### Wirken
Hugo absolvierte ein Studium der Rechtswissenschaften, das er als Dr. jur. abschloss.
Er trat in das Fideikommiss ein, das sein Urgroßvater Johann Peter von Leonhardi im Jahre 1809
errichtet hatte und verwaltete die umfangreichen Güter in Groß-Karben. 1886 erwarb er die Oberburg Heldenbergen, die heute noch im Besitz der Familie Leonhardi ist.
1889 war er Gerichtsakzessist und gehörte als Hofjunker zum Hofstaat.
1893 war er gemeinsam mit seinem Bruder Moritz für die Ersatzwahl eines Mitglieds der Ersten Kammer der Landstände des Großherzogtums Hessen aus den Reihen der adeligen Grundbesitzer wahlberechtigt.
Als Oberhofmeister war er einer der wichtigsten Beamten im Hofstaat. Ihm oblag die Führung der Hauswirtschaft und des Dienstes um die Person des Landesherrn.

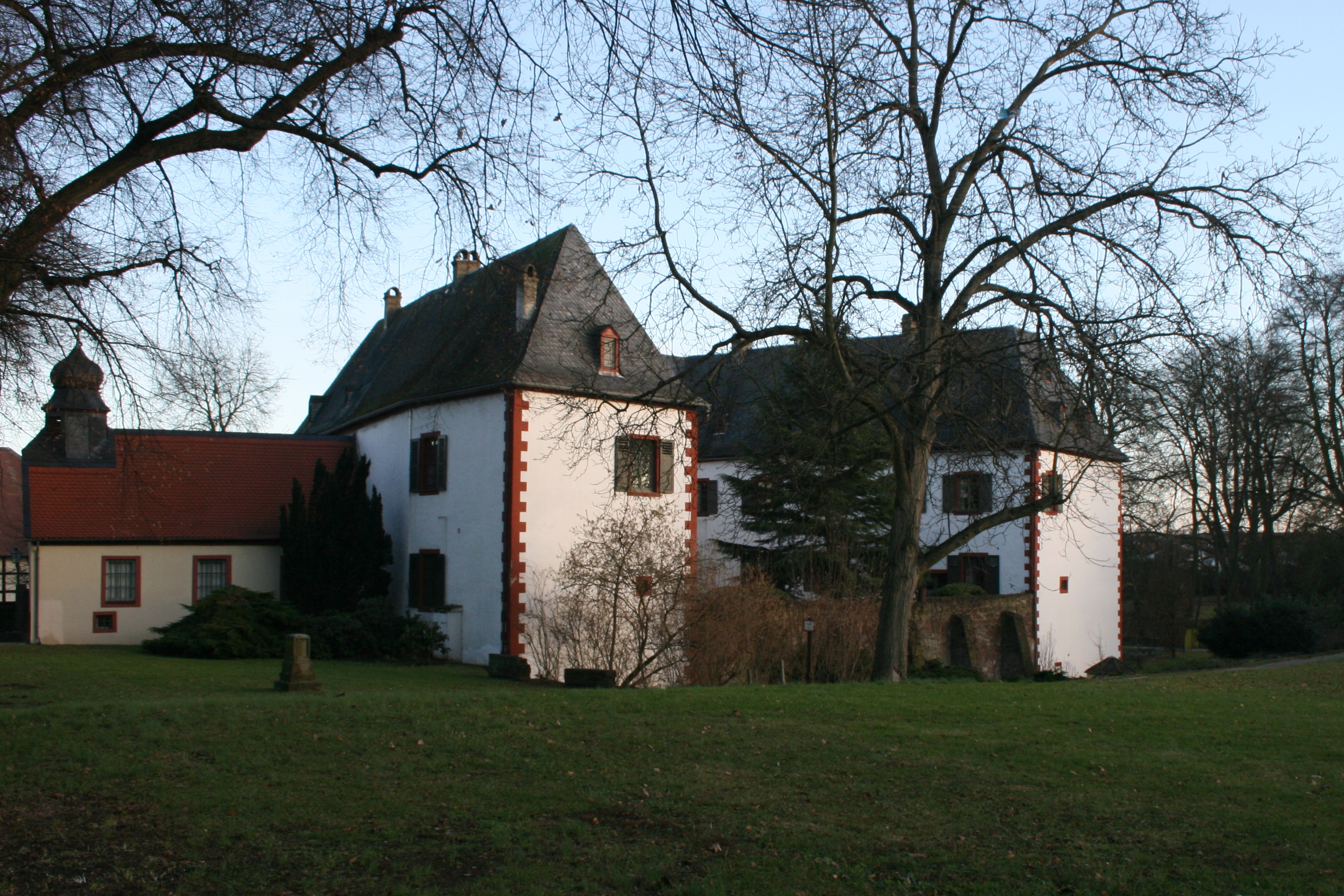
Oberburg Heldenbergen, im Besitz der Leonhardis

1903 war er Kammerherr der Großherzogin Luise Henriette.

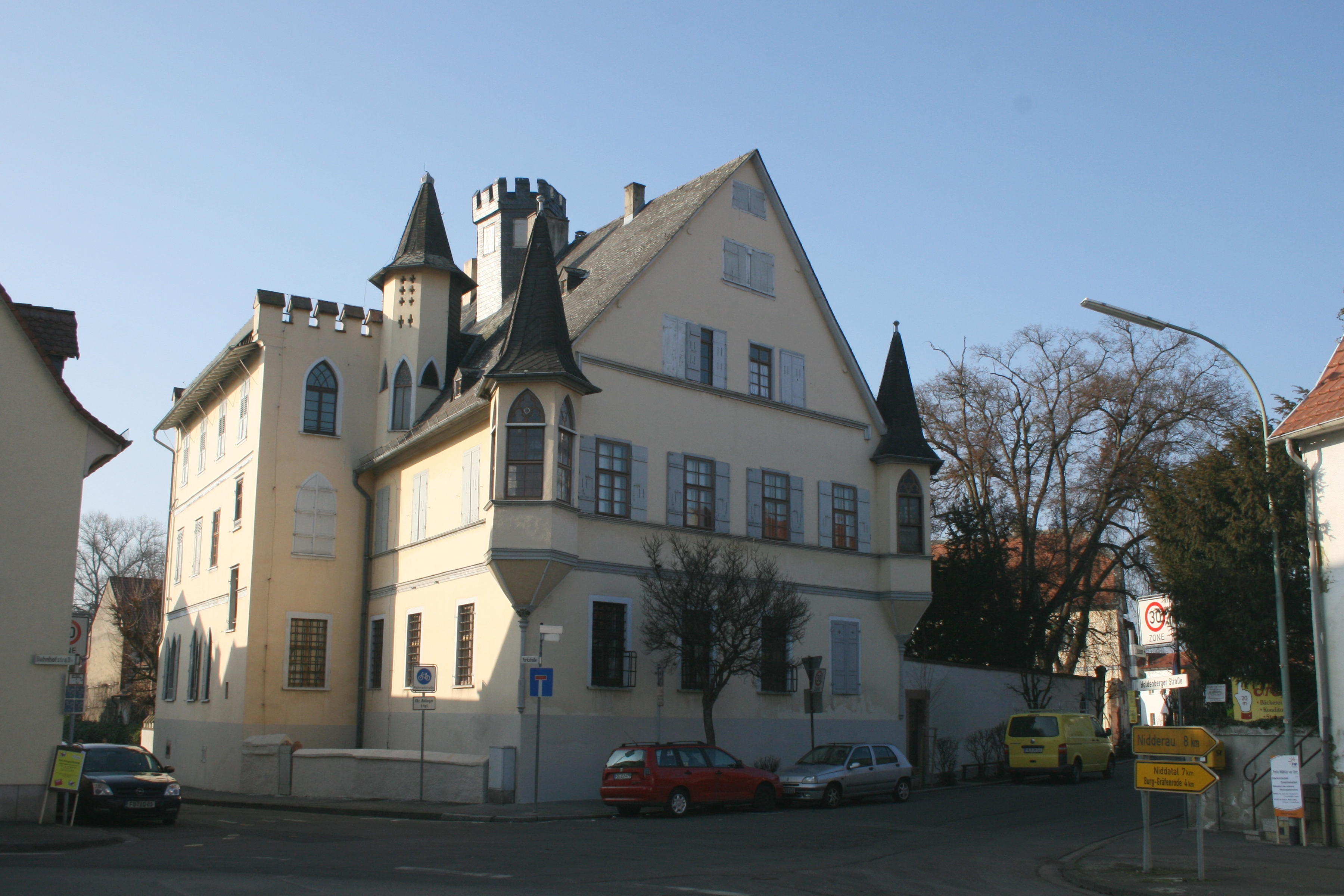
Das Leonhardische Schloss in Groß-Karben